# فريدريك جيمسون
فريدريك جيمسون (14 أبريل 1934 – 22 سبتمبر 2024) هو ناقد أدبي أمريكي ومنظر سياسي ماركسي. يعتبر من أفضل المعروفين في مجال تحليل الاتجاهات الثقافية المعاصرة؛ فقد قام بوصف ما بعد الحداثة على أنها مكانيّة الثقافة تحت ضغط الرأسمالية المنظّمة. إن أفضل كتب جيمسون المعروفة هي «ما بعد الحادثة: المنطق الثقافي للرأسمالية المـتأخرة»، «اللاوعي السياسي»، «الماركسية والشكل».

## حياته وأعماله
ولد جيمسون في كليفلاند، ولاية أوهايو، وبعد تخرجه من كلية هارفرد في العام 1954م، سافر لفترة قصيرة إلى أوروبا ليدرس في Aix-en province (فرنسا) وميونخ وبرلين، حيث درس هناك التطورات الجديدة في الفلسفة الأوروبية بما فيها بروز البنيوية. ثم عاد إلى الولايات المتحدة في العام التالي للحصول على درجة الدكتوراة من جامعة يال حيث درس هناك بإشراف إريك أورباخ Erich Auerbach.

### أعماله الأولى
لقد كان واضحاً من خلال أطروحة الدكتوراة التي قدمها جيمسون والمنشورة في عام 1961م بعنوان «سارتر: أصول الأسلوب» أثر أورباخ الجليّ في فكره، حيث كان (=أورباخ) منغمساً في العرف اللغوي الألماني من خلال أعماله حول تاريخ الأسلوب التي حللت الشكل الأدبي ضمن التاريخ الاجتماعي والذي سيأتي جيمسون فيما بعد ليتابعها من خلال اختبار ترابط الشعر، التاريخ، اللغة، والفلسفة في أعمال جان بول سارتر.
ركزت أعمال جيمسون على العلاقة بين أسلوب كتابة سارتر والمواضيع السياسية والأخلاقية في فلسفته الوجودية. أما المظاهر الماركسية العرَضيّة في أعمال سارتر فقد علّق عليها في نهاية هذا الكتاب؛ وسيعود جيمسون إلى هذه التعليقات في السنوات العشر اللاحقة.
على الرغم من أن أطروحة الدكتوراة التي قدمها جيمسون كانت تفضي إلى أشكال تقليدية للتحليلات الثقافية الأوربية، إلا أنها اختلفت بشكل واضح عن النزعات السائدة للأكاديمية الأنجلو-أمريكية (حيث كانت التجريبية والوضعية المنطقية في الفلسفة والألسنيات والشكلانية النقدية الحديثة في النقد الأدبي)، كما أنها أكسبته مكانة مرموقة في جامعة هارفرد حيث سيقوم بالتدريس فيها خلال النصف الأول من ستينات القرن العشرين.

### بحثه في الماركسية
اهتمام جيمسون بسارتر قاده إلى دراسة مكثفة للنظرية الماركسية في الأدب. حتى أيقن بأن كارل ماركس كان قد أصبح ذو تأثير كبير في العلم الاجتماعي الأمريكي من خلال التأثير في العديد من المثقفين الأوروبيين الذين قصدوا الولايات المتحدة كملجأ في الحرب العالمية الثانية، مثل تيودور أدورنو Theodor Adorno. بقي العمل الأدبي والنقدي للماركسية الغربية غير معروف إلى حد كبير في الأكاديميات الأمريكية في نهاية خمسينات وبداية ستينات القرن الماضي.
إن انتقال جيمسون نحو الماركسية كان مدفوعاً أيضاً من خلال التواصل السياسي المتزايد مع اليسار المحدث والحركات السلمية، حيث ركز أبحاثه على مفكرين من أمثال كينيث بورك Kenneth Burke، جورج لوكاتش Gyorgy Lukács، إرنست بلوخ Ernst Bloch، تيودور أدورنو Theodor Adorno، ولتر بنجامين Walter Benjamin، هربرت ماركيوز Herbert Marcuse، لويس ألتوسير Louis Althusser، وسارتر Sarter، الذين فحصوا النقد الثقافي باعتباره الميزة المتممة في النظرية الماركسية. وقد مثلت هذه الحالة انفصال أكثر عن الماركسية - اللينينية الأرثوذكسية التي تبنت رؤية ضيقة للمادية التاريخية. وفي نواحٍ أخرى كان جيمسون مشغولاً مع نقاد ثقافيين ماركسيين مثل تيري إيغيلتون في توضيح الترابط الماركسي فيما يتعلق بالاتجاهات الفلسفية الأدبية.
بينما قامت الماركسية العاميّة بالإمساك بالبنية الفوقية الثقافية التي تحددت كلياً بـ«القاعدة» الاقتصادية، فإن الماركسيين الغربيين حللوا الثقافة تاريخياً كظاهرة تاريخية – اجتماعية جنباً إلى جنب مع الإنتاج الاقتصادي والتوزيع أو علاقات القوة السياسية؛ لقد حددوا أن الثقافة يجب تُدرس باستخدام المفهوم الهيجيلي في النقد الأدبي: النظرية التي تلائم الوصف والمذهب النقدي للنصوص الفلسفية أو الثقافية يجب أن تُنجز (=النظرية) في الفترات نفسها التي تكون فيها هذه النصوص موظفة (فعالة) بنتيجة تطور تناقضاتها الذاتية بطريقة تسمح بالتقدم العقلاني. لقد تم تأكيد النقد الذاتي من قبل ماركس في كتاباته المتأخرة، والتي اشتُقت بدورها من تطوير هيجل لشكل جديد من الفكر الجدلي استطاع (حسب جيمسون) «تحسين حالته بجهوده الذاتية».

### تحليل البنيوية
في الوقت ذاته، قام جيمسون بدراسة البديل الأساسي للتحليل الماركسي الذي كان سائداً في أوروبا والمتمثل بـ«النظرية البنيوية في اللغة والأدب». وبعد الانتقال إلى جامعة كاليفورنيا، سان دييغو في العام 1967م نشر كتابيه «الماركسية والشكل: نظريات الأدب الديالكتيكية للقرن العشرين (1971) Marxism and Form: Twentieth-Century Dialectical Theories of Literature»، و«سجن اللغة: الحساب النقدي للبنيوية والشكلانية الروسية (1974) The Prison-House of Language: A Critical Account of Structuralism and Russian Formalism».
حاول كلا الكتابين إبراز الاتجاه الأدبي السائد والحياة الأكاديمية التي فهمها جيمسون على أنها نزعة باتجاه الانعزال عن الواقع. لقد قام بانتقاد كل من إبقاء العمل الفني كعنصر منفصل كلياً عن بيئة إنتاجه عبر التمجيد الإنسانوي للفنان، والشكلية الآنتي-تاريخية التي اشتُقت من التأويل الصارم للمنهج البنيوي، حيث ارتأى جيمسون بأن كلا الاتجاهين فاشلان في إدراك العناصر المفتاحية للإنتاج المعاصر ولاستهلاك المواضيع الفنية. في الوقت ذاته، أدرك جيمسون، كما في أعماله السابقة، بأن المواضيع الثقافية يجب أن تُفهم تبعاً للقوانين الثقافية؛ لقد برهن التحليل الهادئ التفصيلي للممارسات الثقافية بأنه سيظهر الفن والثقافة باعتبارهما مُضمَّنين في الوقائع الاقتصادية.
استمر عمل جيمسون خلال السبعينات في هذا الاتجاه، فقد تضمن تقييماً متعدد المستويات للنصوص الأدبية، مشتملاً على الأنواع (الأدبية) والمؤلفين المعاصرين الذين تم إغفالهم بشكل كبير في الدراسات الأكاديمية، التدرج من الخيال العلمي حتى ريموند تشالندر Raymond Chandler، مع المناقشات النظرية للأيديولوجيا والحداثة والتاريخ الأدبي.

## سرد وتاريخ
لقد أتى التاريخ ليلعب دوراً رئيسياً متزايداً في تأويل جيمسون لكل من القراءة (الاستهلاك) والكتابة (الإنتاج) للنصوص الأدبية، حيث تميز بتحمسه الشديد للفلسفة الهيجيلية - الماركسية بنشر كتاب «اللاعقلانية السياسية: سرد بوصفه فعل رمزي اجتماعي (1981م) The Political Unconscious: Narrative as a Socially Symbolic Act»، النداء المفتوح باعتباره «التأريخي دائماً». لم يكن موضوع «اللاعقلانية السياسية» النصوص الأدبية بحد ذاتها، بل فضّل عليها الإطارات أو البنى التفسيرية وفق ما هي مبنية عليه الآن. وهو ينشأ كبيان رسمي للفعالية الجديدة المتعلقة بالسرد الأدبي.
وتؤكد خلاصة الكتاب أن التاريخ «أفق مطلق» للتحليل الأدبي والثقافي. كما أنه اقتبس أفكاراً عامة من التقليد البنيوي ومن عمل ريموند ويليامز Raymond Williams في دراساته الثقافية، وربطهم مع الرؤية الماركسية الواسعة للعمل (Labor، سواء أصحاب القمصان الزرقاء أو المفكرين) كخاصية مركزية (بؤريّة) للتحليل. لقد استخدَمت قراءات جيمسون كلاً من الخيارات الشكلية الصريحة والموضوعية للكاتب والإطار اللاواعي الذي يرشدهم. لقد أعيدت صياغة الخيارات الفنية -التي فُحصت على نحو عادي في حدود جمالية خالصة- ضمن الممارسات والنماذج التاريخية الأدبية، بنزعة لتطوير المخزون المنظومي للإكراهات التي فرضوها على الفنان كموضوع «الفردي الخلاق». ولتعزيز «ماوراء التعليق» (metacommentary) فقد وصّف الأيدولوجيا أو «أصغر وحدة مُدركة للمقالات الجماعية الجوهرية المضادة للطبقات الاجتماعية».
ما أسسه جيمسون من أن التاريخ هو العامل الوحيد ذو الصلة بهذا التحليل -الذي اشتق المقولات الحاكمة للإنتاج الفني من الإطار التاريخي- كان مقروناً بمطالبة نظرية جريئة. طالب كتاب جيمسون بتأسيس نقد أدبي ماركسي مركَّز في فكرة «الأسلوب الفني للإنتاج»، كأغلب الأطر النظرية الشاملة والواسعة لفهم الأدب.

## نقد ما بعد الحداثة
مقاله «ما بعد الحداثة، أو، المنطق الثقافي للرأسمالية المتأخرة» كان قد نُشر بدايةً في جريدة New Left Review عام 1984م، خلال توليه منصب أستاذ الأدب وتاريخ الوعي في جامعة كاليفورنيا، سانتا كروز. هذه المقالة المثيرة للجدل، التي ستوَسّع فيما بعد لتغدو كتاباً، كانت جزءاً من سلسلة من التحليلات حول ما بعد الحداثة اعتماداً على الرؤية الجدلية التي كان جيمسون قد طورها في أعماله المبكرة بشكل سردي/قصصي. أظهر جيمسون، هنا، مذهب الشك الما بعد حداثي وهو ينحو باتجاه «ماوراء السرد» metanarrative) كـ«صيغة للتجربة» تنشأ من شروط العمل (Labor) العقلاني المفروضة من قبل الأسلوب الرأسمالي الأخير للإنتاج.
ادعى مفكرو ما بعد الحداثة أن التمييز المعقّد بين «عوالم» أو مجالات الحياة (كالسياسة، الاجتماع، الثقافة، التجارة.. الخ) وبين المراتب والوظائف المميَّزة بدقة داخل كل مجال منها كان قد تم تجاوزه عن طريق أزمة المذهب التأسيسي ونسبية الادعاءات القويمة المقبلة. جادل جيمسون ضد هذه الرؤية بأن تلك الظاهرة كانت أو كان بإمكانها أن تُفهم بنجاح ضمن الإطار الحداثي؛ الإخفاق الما بعد حداثي في إنجاز هذا الفهم تضمن تشويهاً حاداً في عملية التحسين الديالكتي للفكر.
من وجهة نظره، فإن الدمج الما بعد حداثي لكامل المقالة ضمن التماثل المتكامل كان نتيجة استعمار المجال الثقافي الذي كان محتفَظاً به –كاستقلال ذاتي جزئي على الأقل خلال عصر الحداثة السابق- عن طريق رأسمالية متحدة تنظيمياً في الوقت الحالي. تبعاً لتحليلات أدورنو وهوركهايمر في صناعة الثقافة، ناقش جيمسون هذه الظاهرة في محاورته النقدية للعمارة، الصناعة السينمائية، السرد/القَصَصْ، والفنون البصرية، إضافة إلى عمله الفلسفي الصارم.
حاول جيمسون من خلال تحليله لما بعد الحداثة أن يظهرها ذات أرضية تاريخية؛ لذا فقد رفض بوضوح أي معارضة أخلاقية لما بعد الحداثة postmodernity كظاهرة ثقافية، وتابع إصراره على النقد الذاتي الهيجيلي. إخفاقه في رفض ما بعد الحداثة postmodernism منذ البداية كان، على أية حال، قد اعتُبر من قبل الكثيرين مصادقةً ضمنية على الرؤى الما بعد حداثية.

## عمله الحالي
لقد بدد عمل جيمسون مؤخراً كل محاولة لفهم أنه مؤيد للفكر ما بعد الحديث. عاد مرةً أخرى إلى أدورنو للبحث عن الإطار النظري المعاصر للمنطق الماركسي حيث أكمل نقده لما بعد الحداثة بمادة إضافية تظهر في سجل الحالات casebook الذي جمّعه دوغلاس كيلزDouglas Kellner في العام 1989م بعنوان «ما بعد الحداثة/جيمسون، نقد Postmodernism/Jameson, Critique»، ثم الترجمة المطولة لمقالة 1984م نشرت بشكل كتاب حمل عنوان «ما بعد الحداثة، أو، المنطق الثقافي للرأسمالية المتأخرة» في العام 1991م وقد حاز عنه جائزة «المجمع اللغوي المعاصر».
خلال التسعينات طوّر جيمسون هذا الخط الفكري من خلال «بذور الوقت Seeds of Time» في العام 1994م عبر محاضرته في مكتبة ويليك، جامعة كاليفورنيا، وأيضاً من خلال «بريشت والمنهج Brecht and Method» في العام 1998م الذي كان تحليلاً للبيئة السياسية والاجتماعية المحيطة بحقبة بريشت السياسية.
معظم عمل جيمسون الحالي موزع بين «حفريات المستقبل Archaeologies of the Future» الذي هو دراسة في اليوتوبيا والخيال العملي أصدرت في جامعة موناش، مالبورن/أستراليا في ديسمبر 2005م؛ و«الأوراق الحداثية (2007) The Modernist Papers» وهو مجموعة من المقالات التي انتُظِرت طويلاً حول الحداثة؛ و«تكافؤات الديالكتيك Valences of Dialectic» (على وشك الإصدار) والذي سيحتوي إجابات نقدية على سلافوي جيجك Slavoj Zizek وجيل دولوز Gilles Deleuze وآخرين.
الدراسة الإيطالية الأولى عن أعمال جيمسون كتبها ماركو غاتّو Marco Gatto ونشرت في عام 2008م بعنوان «فريدريك جيمسون. الماركسية المحدثة، الديالكتيك ونظرية الأدب Fredric Jameson. Neomarxismo, dialettica e teoria della letteratura».

## جائزة هولبرج التذكارية الدولية
في 16 أيلول 2008م أُعلن رسمياً عن تسلّم جيمسون جائزة هولبرج التذكارية الدولية 2008م. الجائزة هي 4.6مليون كورن نرويجي (648000 دولار) سلمتها لجيمسون تورا آسلاند وزيرة التربية والبحث النرويجية في بيرجن في 26 تشرين الثاني 2008م.

## روابط خارجية
- فريدريك جيمسون على موقع إن إن دي بي (الإنجليزية)